# Talles Magno
Talles Magno Bacelar Martins, noto semplicemente come Talles o Talles Magno (Rio de Janeiro, 26 giugno 2002), è un calciatore brasiliano, attaccante del Corinthians, in prestito del New York City.
È stato incluso in "Next Generation 2019" dal quotidiano The Guardian.

## Caratteristiche tecniche
È un attaccante che può giocare sia da centravanti sia sulle corsie laterali. Dotato di un'ottima progressione palla al piede e di buona tecnica di base, viene paragonato al connazionale Gabriel Jesus.

## Carriera

### Club

#### Vasco da Gama
Cresciuto nel settore giovanile del Vasco da Gama, ha esordito in prima squadra il 2 giugno 2019 disputando l'incontro di Série A perso 1-0 contro il Botafogo.

#### New York City
il 19 maggio 2021 viene ufficializzato il suo passaggio al New York City, per circa 8 milioni di dollari.

### Nazionale
Nel 2018 è stato convocato per la prima volta nella selezione brasiliana Under-17; l'anno successivo entra nella lista dei convocati per il mondiale Under-17 tenutosi in Brasile e vinto proprio dalla compagine verdeoro.

## Statistiche
Statistiche aggiornate al 12 dicembre 2024.

### Presenze e reti nei club
| Stagione             | Squadra              | Campionato           | Campionato | Campionato | Coppe nazionali | Coppe nazionali | Coppe nazionali | Coppe continentali | Coppe continentali | Coppe continentali | Altre coppe | Altre coppe | Altre coppe | Totale | Totale | Totale |
| Stagione             | Squadra              | Comp                 | Pres       | Reti       | Comp            | Pres            | Reti            | Comp               | Pres               | Reti               | Comp        | Pres        | Reti        | Pres   | Reti   |        |
| -------------------- | -------------------- | -------------------- | ---------- | ---------- | --------------- | --------------- | --------------- | ------------------ | ------------------ | ------------------ | ----------- | ----------- | ----------- | ------ | ------ | ------ |
| 2019                 | Vasco da Gama        | A/RJ+A               | 0+15       | 0+2        | CB              | 0               | 0               |                    | -                  | -                  |             | -           | -           | 15     | 2      |        |
| 2020                 | Vasco da Gama        | A/RJ+A               | 6+34       | 0+3        | CB              | 4               | 0               | CS                 | 5                  | 0                  |             | -           | -           | 49     | 3      |        |
| gen-mag 2021         | Vasco da Gama        | A/RJ+A               | 3+0        | 0+2        | CB              | 1               | 0               |                    | -                  | -                  |             | -           | -           | 4      | 0      |        |
| Totale Vasco da Gama | Totale Vasco da Gama | Totale Vasco da Gama | 58         | 5          |                 | 5               | 0               |                    | -                  | -                  |             | -           | -           | 63     | 5      |        |
| mag-dic 2021         | New York City        | MLS                  | 18         | 3          |                 | -               | -               | LC                 | 0                  | 0                  |             | -           | -           | 18     | 3      |        |
| 2022                 |                      | MLS                  | 35         | 8          | OC              | 3               | 0               | CCL                | 6                  | 3                  | CC          | 1           | 0           | 45     | 11     |        |
| 2023                 |                      | MLS                  | 30         | 4          | OC              | 1               | 0               | LC                 | 3                  | 0                  |             | -           | -           | 34     | 4      |        |
| gen-ago 2024         |                      | MLS                  | 3          | 1          |                 | -               | -               | LC                 | 1                  | 0                  |             | -           | -           | 4      | 1      |        |
| Totale Vasco da Gama | Totale Vasco da Gama | Totale Vasco da Gama | 86         | 16         |                 | 4               | 0               |                    | 10                 | 3                  |             | 1           | 0           | 101    | 19     |        |
| ago-dic 2024         | Corinthians          | A                    | 14         | 5          | CB              | 2               | 0               | CS                 | 3                  | 1                  |             | -           | -           | 19     | 6      |        |
| Totale carriera      | Totale carriera      | Totale carriera      | 158        | 23         |                 | 11              | 0               |                    | 13                 | 4                  |             | 2           | 0           | 120    | 22     |        |

## Palmarès

### Club

#### Competizioni nazionali
- Campionato MLS: 1

New York City: 2021

#### Competizioni statali
- Campionato paulista: 1

Corinthians: 2025

#### Competizioni internazionali
- Campeones Cup: 1

New York City: 2022

### Nazionale
- Campionato mondiale Under-17: 1

Brasile 2019

### Individuale
- Squadra della stagione della CONCACAF Champions League: 1

2022